# Limosa limosa
La aguja colinegra (Limosa limosa) es una especie de ave caradriforme de la familia Scolopacidae propia del paleártico de Eurasia. Es una de las zancudas europeas más grandes y vistosas, con mucho colorido en el vuelo y con unas largas patas características. Cría en praderas húmedas, y en invierno se la encuentra en zonas acuáticas de interior y litoral, en especial fangosas. Es bastante común en el norte y oeste de Europa; llega a ser local en Escandinavia. 
Su voz es ruidosa. Anida en pequeñas depresiones en el suelo, entre la vegetación. Pone tres o cuatro huevos en una nidada, de mayo a julio. Se alimenta de gusanos, moluscos y semillas, que captura en aguas someras.

## Subespecies
Se reconocen las siguientes subespecies:
- Limosa limosa islandica Brehm, C.L., 1831
- Limosa limosa limosa (Linnaeus, 1758)
- Limosa limosa melanuroides Gould, 1846

## Galería

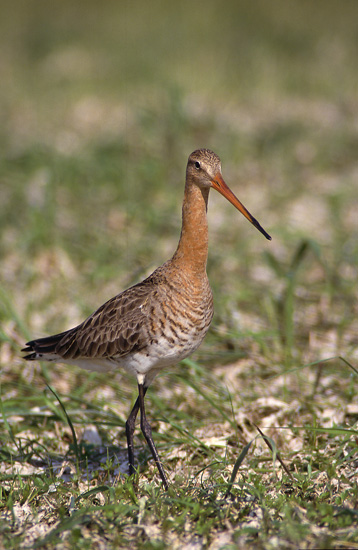
Aguja colinegra
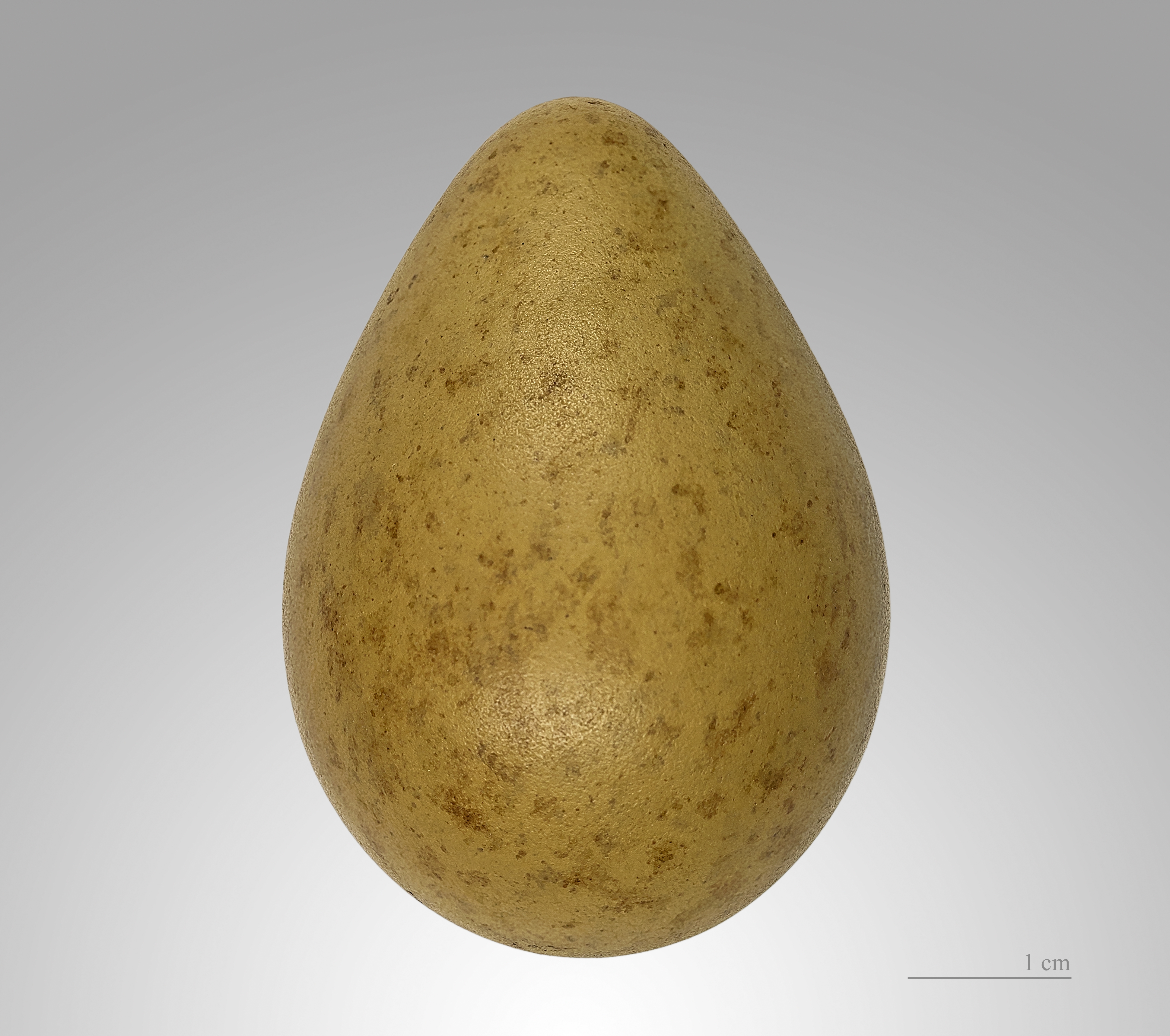
Huevo
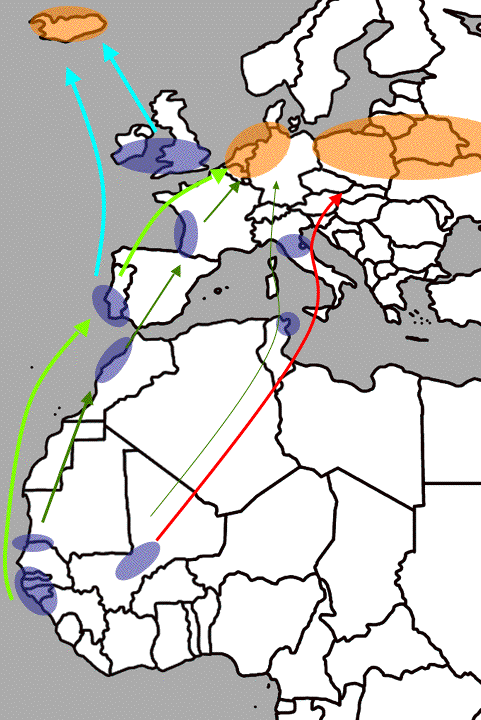
Rutas migratorias por el Mediterráneo